# سباستین زیلینسکی
سباستین زیلینسکی (انگلیسی: Sebastian Zielinsky؛ زادهٔ ۲۱ فوریهٔ ۱۹۸۸) بازیکن فوتبال اهل آلمان است.
از باشگاه‌هایی که در آن بازی کرده‌است می‌توان به باشگاه فوتبال اینگولشتات ۰۴، باشگاه فوتبال دارمشتات ۹۸، باشگاه فوتبال لوکوموتیو لایپزیگ، و باشگاه فوتبال کلن اشاره کرد.